# 853 Nansenia
853 Nansenia је астероид главног астероидног појаса са пречником од приближно 27,00 .
Афел астероида је на удаљености од 2,558 астрономских јединица (АЈ) од Сунца, а перихел на 2,065 АЈ. 
Ексцентрицитет орбите износи 0,106, инклинација (нагиб) орбите у односу на раван еклиптике 9,218 степени, а орбитални период износи 1283,908 дана (3,515 године). 
Апсолутна магнитуда астероида је 11,69 а геометријски албедо 0,051.
Астероид је откривен 2. априла 1916. године.